# 出口恭子
出口 恭子 (でぐち きょうこ) は、日本の実業家。PHCホールディングス代表取締役社長兼CEO。

## 人物
1989年東京大学法学部卒業。同年4月ベイン・アンド・カンパニー・ジャパン・インコーポレイテッド入社。1998年2月ディズニー・ストア・ジャパン株式会社（現 ウォルト・ディズニー・ジャパン株式会社）プランニングシニアディレクター。1999年2月同社シニアファイナンスディレクター。
2001年3月日本GEプラスチックス株式会社取締役CFO、2004年4月Janssen Pharmaceuticals Inc.
（現 Ortho Neurologics Inc.）プロダクト・ディレクター。
2005年9月Janssen-Cilag Pty Ltd.（オーストラリア）消化器領域・疼痛・OTC事業部門本部長。
2007年1月ヤンセンファーマ株式会社マーケティング本部副本部長。
2009年8月日本ストライカー株式会社取締役グローバルマーケティングバイスプレジデント、2012年1月同社代表取締役社長。
2013年3月株式会社ベルシステム24 専務執行役社長室長（兼）経理財務本部管掌。
2014年3月アッヴィ合同会社　社長。
2014年7月日本スキー場開発株式会社　社外取締役。
2015年2月医療法人社団色空会　COO。
2015年4月ビジネス・ブレークスルー大学大学院 教授（現任）。
2016年3月クックパッド株式会社　社外取締役。
2016年6月株式会社ティーガイア　社外取締役（現任） 。
2017年8月医療法人社団色空会 副院長。
2019年6月株式会社NHKテクノロジーズ 社外取締役。
2020年1月Heartseed株式会社 社外取締役（現任）。
2021年6月PHCホールディングス株式会社 社外取締役。
2022年9月どうやリハビリ整形外科 副院長。
2024年4月PHCホールディングス株式会社代表取締役社長CEO (現任) 。